# Álvaro de Isorna
Álvaro Núñez de Isorna (Santiago de Foz, ? - Santiago de Compostela, 1448) fue un eclesiástico español, sucesivamente 
obispo de Mondoñedo, 
de León, 
de Cuenca 
y arzobispo de Santiago.
Antes de ser ordenado obispo estuvo al servicio del rey Juan I de Castilla, quien le nombró para educar a sus hijos los infantes Enrique y Fernando, que posteriormente serían reyes de Castilla y Aragón respectivamente.
| Predecesor: Lope de Mendoza          | Obispo de Mondoñedo 1400 - 1415   | Sucesor: Gil Soutelo        |
| Predecesor: Alonso de Argüello       | Obispo de León 1415 - 1419        | Sucesor: Juan de Villalón   |
| Predecesor: Diego de Anaya Maldonado | Obispo de Cuenca 1419 - 1445      | Sucesor: Lope de Barrientos |
| Predecesor: Lope de Mendoza          | Arzobispo de Santiago 1445 - 1448 | Sucesor: Rodrigo de Luna    |